# Bar Bianco
Il Bar Bianco è un bar di Milano, ospitato in un'apposita costruzione posta all'interno del Parco Sempione.

## Storia
L'edificio, progettato dall'architetto Riccardo Griffini, venne costruito in occasione della X Triennale, tenutasi nel 1954 nel vicino Palazzo dell’Arte; l'impulso alla costruzione venne dalla Centrale del Latte di Milano, che vi improntò un punto di distribuzione dei propri prodotti, destinati in particolare ai bambini frequentatori del parco.
Insieme alla vicina biblioteca, costituì uno dei due edifici permanenti realizzati per la manifestazione.

Foto di Paolo Monti, 1954
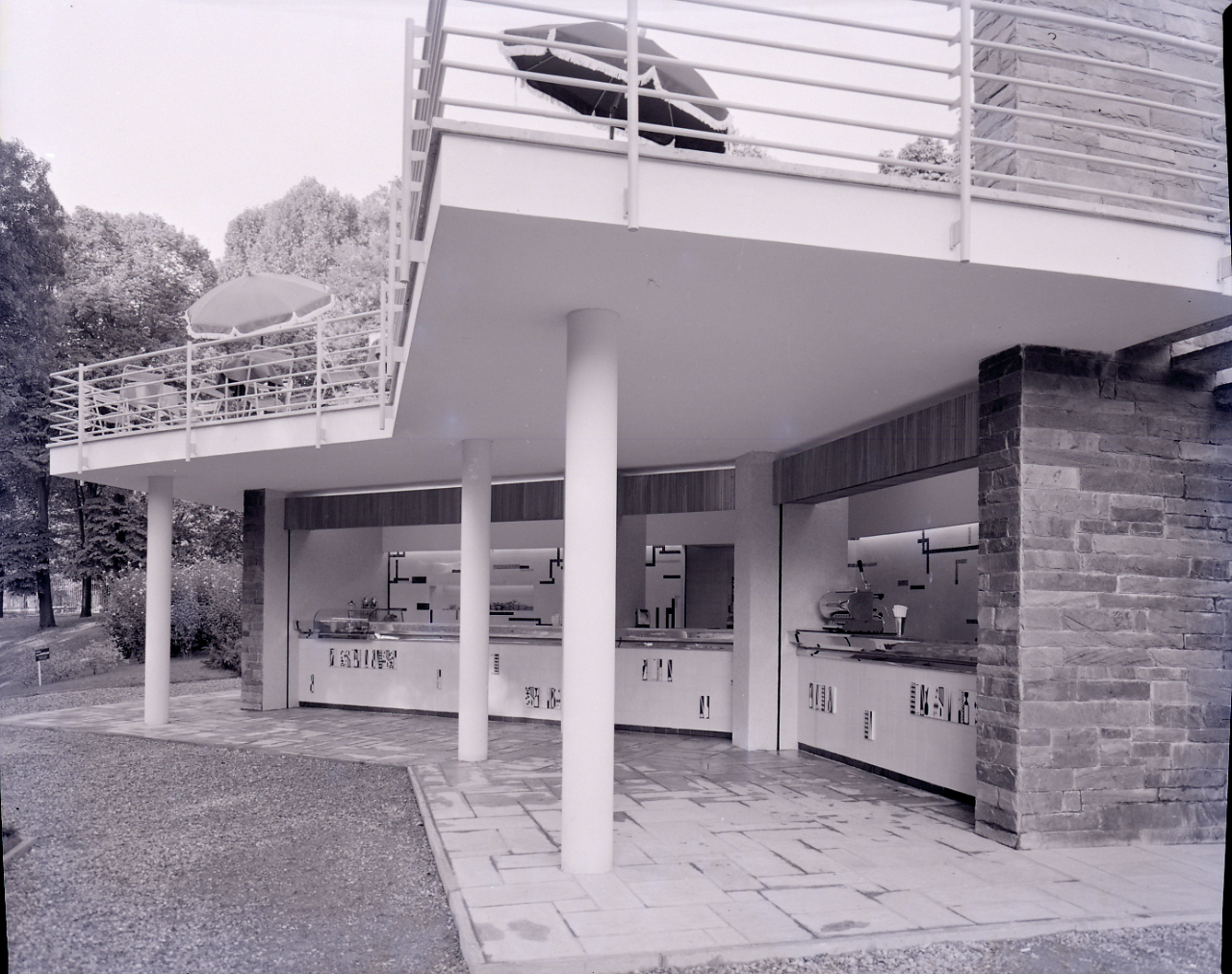
Il portico
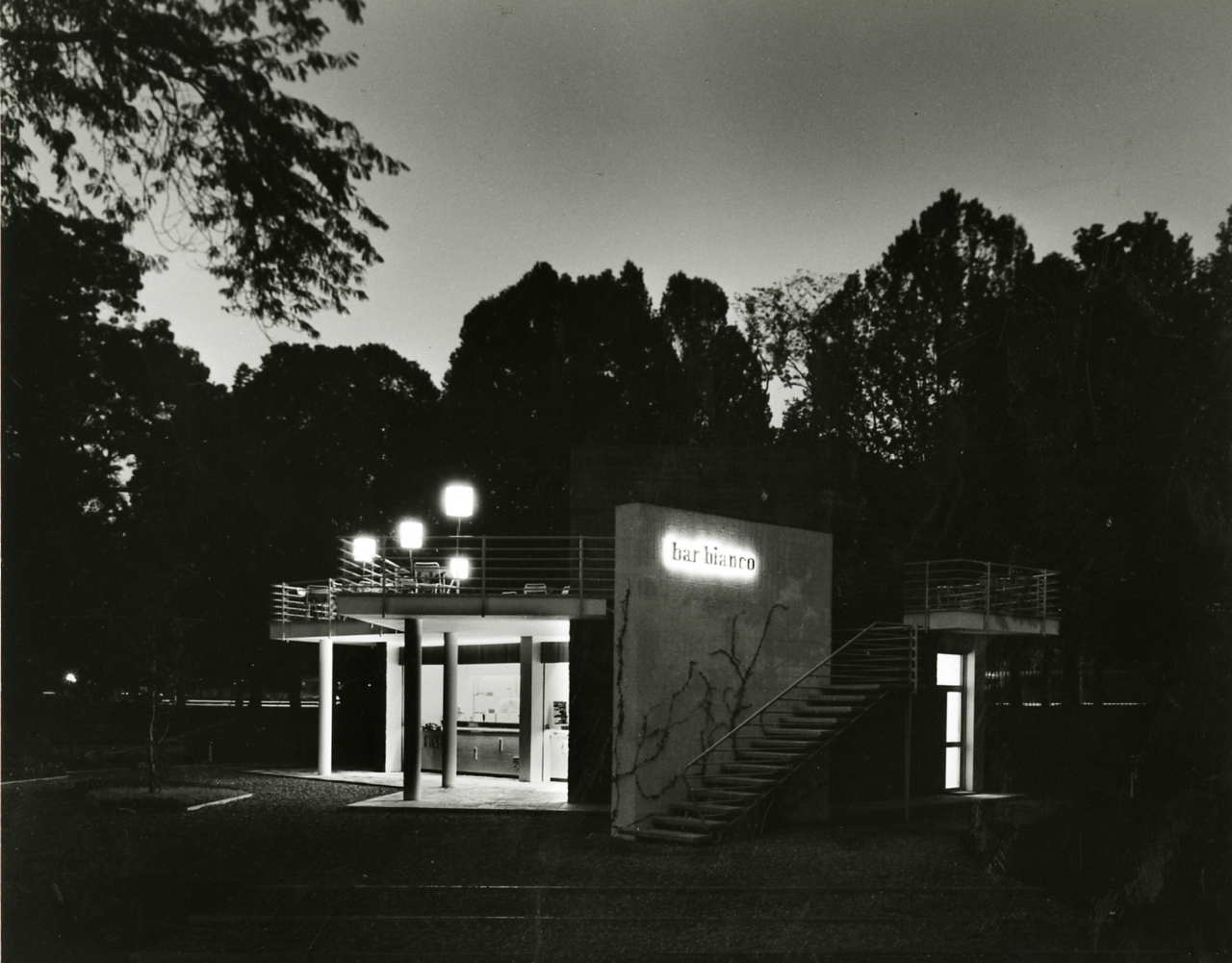
Vista notturna

## L'edificio
Il bar è ospitato in un piccolo edificio immerso nel verde, con struttura in calcestruzzo armato e muratura in parte rivestita in pietra e in parte intonacata.
I muri si dispongono lungo linee spezzate, a sostenere le grandi terrazze con vista sul parco. L'interno è decorato con piastrelle in ceramica Richard-Ginori disegnate da Giovanni Gariboldi, e con tesserine smaltate che formano una composizione, opera di Ibrahim Kodra.